# سوسک پایه‌خوار
سوسک پایه‌خوار (نام علمی: Micromalthus debilis) نام یک گونه از راسته قاب‌بالان است.